# Frances Farmer
Frances Elena Farmer (Seattle, 19 de setembro de 1913 — Indianápolis, 1 de agosto de 1970) foi uma atriz norte-americana de cinema, teatro e televisão.
Ela é, talvez, mais conhecida pelas narrações sensacionalistas e ficcionais a respeito de sua vida e, especialmente, pelo seu internamento compulsivo de seis anos num hospital psiquiátrico. Viveu em Indianápolis de 1958 até a morte. Em 1972, foi publicada sua suposta autobiografia "Will There Really Be a Morning?" (Haverá Realmente Uma Manhã?). Em 1978, William Arnold publicou um livro sobre a atriz intitulado "Shadowland" (Terra da Sombra). Arnold afirmou ter descoberto informações anteriormente não divulgadas de que Farmer teria sofrido uma lobotomia transorbitária nas mãos de Walter Freeman, o homem que, com James Watts, havia introduzido a lobotomia pré-frontal nos Estados Unidos e que mais tarde "refinou" sua técnica para evitar a perfuração através do crânio, em vez disso, recorrer à inserção de um dispositivo similar a um picador de gelo através da entrada do olho no cérebro para cortar os lobos frontais. Após sua morte, Farmer foi assunto de três filmes, três livros e numerosas canções e artigos de revistas. Em 1982, foi lançado o filme "Frances" estrelado por Jessica Lange.
Sua irmã se chama Edith Farmer Elliot.
A banda estadunidense Nirvana fez uma música em homenagem à atriz: "Frances Farmer Will Have Her Revenge On Seattle" ("Frances Farmer Vai Se Vingar De  Seattle"), que é a quinta faixa do último álbum da banda, In Utero. A banda de metal Deftones escreveu uma canção inspirada na história dela: "Rats!Rats!Rats!" ("Ratos! Ratos! Ratos"), presente no quinto disco do grupo, Saturday Night Wrist.

## Biografia
Filha de um advogado, foi ótima estudante, tanto no secundário quanto na Universidade de Washington.

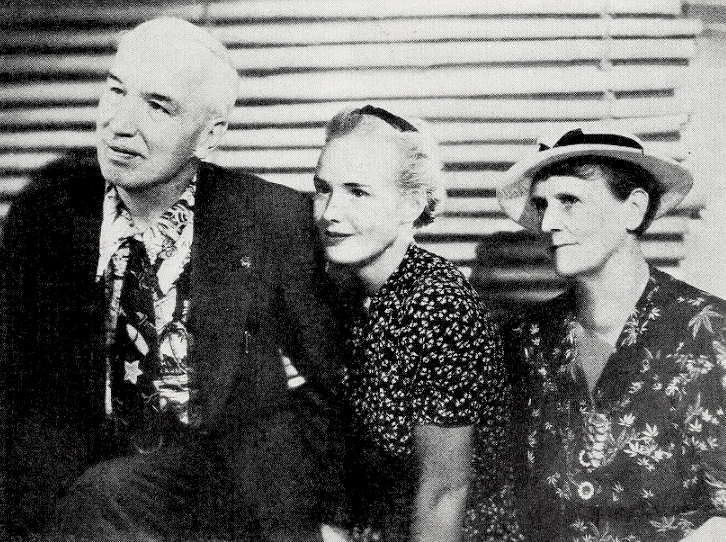
Frances Farmer com os pais

Já adolescente, chegou a aparecer nos jornais locais de Seattle por fazer discursos reivindicativos sobre a temática feminina ou sobre não acreditar em Deus baseando-se no legado de Nietzsche. Mais tarde, sua mãe a inscreveu em aulas de teatro com um objetivo específico, relacionado à realização de uma vontade pessoal, um desejo frustrado da sua própria juventude: alcançar a fama no cinema. Um objetivo que conquistou enquanto Frances estava na universidade e mantinha uma das suas principais paixões: escrever artigos críticos sobre a sociedade da sua época. Em 1935, quando já tinha feito um ou outro papel no cinema, Frances Farmer realizou seu principal objetivo: se formar em jornalismo. No entanto, antes de que começasse a projetar sua vida nessa área, sua mãe a convenceu a adiar temporariamente seus objetivos pessoais e se concentrar no mundo da fama. Frances concordou e seu agente conseguiu um teste na Paramount Pictures. O teste não podia ser mais simples: usar um belo vestido, ficar sentada e olhar para a câmera. Frances Farmer possuía uma beleza clássica, na qual em poucos momentos a ousadia e a sedução mais atrevida apareciam, sendo esses fatores mais que suficientes para a indústria cinematográfica. Ofereceram a ela um contrato de 7 anos, no qual as únicas coisas que ela precisava fazer era obedecer, aprender alguns roteiros e comparecer a festas de diretores de vez em quando, além de guardar segredo em relação ao que poderia acontecer nesses eventos.
Frances se rebelou contra esse mundo. Ela detestava os papéis de mulher ingênua que lhe eram oferecidos. Detestava a imprensa e, sobretudo, detestava ter que seguir outro roteiro na sua vida, na qual tudo deveria estar imerso no glamour e em uma requintada falsidade. No entanto, ela cedeu. Ela cedeu convencida pela sua mãe e pelos seus agentes, chegando inclusive ao extremo de se casar com outro ator com o objetivo de reforçar ainda mais seu papel de estrela emergente. O declínio na carreira de Frances Farmer começou prematuramente. Ela se negava a gravar determinadas cenas, recusava roteiros e não cumpria os contratos assinados com seus agentes. À noite ela costumava sair dirigir com o desejo de escapar de tudo, inclusive de si mesma. Ela pisava no acelerador em uma fuga impossível que não costuma terminar bem. Ela era bem conhecida pela polícia de Santa Mônica por acumular infinitas multas de direção perigosa e sob efeito de álcool. No entanto, tudo se complicou quando deu um soco em um dos diretores de Hollywood. Depois disso voltou a fugir, mas ela não foi muito longe. A polícia foi atrás de Frances e, em meio a gritos, chutes e vãs tentativas de se livrar de todas essas sombras de autoridade que caíam sobre a sua pessoa, chegou-se a um acordo: ela seria internada em um hospício para amenizar sua rebeldia, sua natureza e sua personalidade reacionária. Os médicos a diagnosticaram com “esquizofrenia paranóide”. Ela foi tratada com a clássica terapia de eletrochoques e também com a terapia do coma insulínico ou a cura de Sakel. Após alguns meses de internação, ela saiu e foi nesse momento em que decidiu romper completamente com a sua vida de atriz e se afastar para sempre daquele mundo opressor e degradante.
No entanto, Lillian Farmer, a mãe de Frances, considerou que a sua filha não estava curada, que não estava no seu “juízo perfeito” e assim, contando com a ajuda dos diretores de Hollywood, ela conseguiu determinar a incapacidade mental da sua filha para interná-la de novo em um hospício. Frances Farmer foi internada do hospital de Steilacoom, em Washington. Lá, ela passou 5 anos, aos quais posteriormente sua irmã daria voz através de um livro. Aos tratamentos rigorosos, foi acrescentada a coisa mais terrível de todas: os abusos sexuais e as repetidas violações. Por fim, assim como um dos enfermeiros do hospital revelou, foi realizada uma lobotomia em Frances Farmer sem a permissão da família. Depois disso, depois de 5 anos de confinamento, de abuso e de trauma, Frances nunca mais voltou a ser ela mesma. Ela apareceu em uma ou outra entrevista, em alguma peça de teatro, em algum programa de televisão, nos quais sua simples presença gerava alvoroço e muita audiência. No entanto, sua atitude já não existia mais, sua força tinha se perdido, seu caráter tinha evaporado e sua beleza, que definia a verdadeira Frances Farmer, tinha sido roubada.
Estreou no cinema em 1936 e no ano seguinte passou a dividir-se entre as telas e os palcos. Talentosa e bonita, tudo levava a crer que seu futuro no teatro e no cinema estavam garantidos. Porém, o alcoolismo levou-a a frequentes problemas com a Lei. Finalmente, viu-se compelida a deixar a carreira em 1942.
Passou grande parte da década de 1940 em hospitais psiquiátricos. No final dos anos 1950, no entanto, sentia-se tão bem que apareceu em um filme, The Party Crashers (1958), e participou de diversas telesséries. Também apresentou um programa de TV em Indianápolis, entre 1958 e 1964.
Seus dois primeiros casamentos terminaram em divórcio. O terceiro, somente com sua morte, em 1970, vítima de câncer no esôfago. Não deixou filhos.

## Filmografia[1]
- 1936 Too Many Parents
- 1936 Border Flight
- 1936 Rhythm of the Range
- 1936 Come and Get It
- 1937 Exclusive
- 1937 The Toast of New York
- 1937 Ebb Tide
- 1938 Ride a Crooked Mile
- 1940 South of Pago-Pago
- 1940 Flowing Gold
- 1941 World Premiere
- 1941 Badlands of Dakota
- 1941 Among the Living
- 1942 Son of Fury
- 1958 The Party Crashers